# Expérimentation de l'impact d'un Boeing 727 en 2012
 (novembre 2020).
Si vous disposez d'ouvrages ou d'articles de référence ou si vous connaissez des sites web de qualité traitant du thème abordé ici, merci de compléter l'article en donnant les références utiles à sa vérifiabilité et en les liant à la section « Notes et références ».
Le 27 avril 2012, une équipe de scientifiques[Qui ?] a organisé l'écrasement d'un avion (surnommé Big Flo) près de Mexicali, au Mexique à l'aide d'un Boeing 727-200 piloté à distance, équipé de nombreuses caméras, de dispositifs anthropomorphes d'essais et d'autres instruments scientifiques. L'exercice a été filmé pour la télévision.
C'est la deuxième expérience de ce genre, la première étant la démonstration à impact contrôlé
parrainée par la NASA en 1984.

## L'aéronef
L'avion utilisé est un Boeing 727-200 acheté par les sociétés de production audiovisuelle, immatriculé XB-MNP, anciennement N293AS. Le site de l'écrasement est situé au Mexique car les autorités fédérales américaines ne permettaient pas d'effectuer le test aux États-Unis. Le propriétaire initial de l'avion était Singapore Airlines. Le dernier propriétaire aux États-Unis était Broken Wing LLC de Webster Groves, dans le Missouri, qui l'a ensuite exporté et transféré à une société de production mexicaine. Broken Wing est également la compagnie qui a planifié et exécuté l'expérience. L'avion a été loué à la campagne électorale présidentielle de Bob Dole en 1996 par le AvAtlantic, alors propriétaire.

## Le vol
Plusieurs autorisations fédérales demandées par le gouvernement mexicain étaient nécessaires pour que le vol télécommandé et l'écrasement puissent être effectués. Les autorités mexicaines ont précisé que l'avion devait être piloté par des humains pendant une partie du vol, puisqu'il devrait survoler une zone habitée.
Le pilotage a été effectué par le capitaine Jim Bob Slocum, puis contrôlé à distance par Chip Shanle, un ancien pilote de la Marine américaine qui travaille chez American Airlines.
L'avion a décollé de l'aéroport international General Rodolfo Sánchez Taboada à Mexicali, avec le personnel navigant, un petit groupe de passagers et un avion de poursuite le suivant de près. Au fur et à mesure que le vol avançait vers le désert de Sonora en Basse-Californie au Mexique, ses occupants se parachutèrent en toute sécurité par l'accès ventral arrière du 727. Le pilote, Slocum, a été le dernier à quitter l'aéronef, quatre minutes avant l'impact. Shanle a alors télécommandé l'aéronef à partir de l'avion de poursuite.
L'avion a touché le sol à 230 km/h, avec une vitesse de descente de 1 500 pieds par minute (460 m/min). Lors de l'impact, le Boeing 727 s'est divisé en plusieurs sections, le cockpit étant arraché du fuselage.
La zone de l'accident avait été bouclée par des équipes de sécurité, ainsi que par la police et l'armée mexicaine, afin d'assurer la sécurité du public et des participants.

## L'écrasement
Une opération complète de nettoyage et de sauvetage environnemental a été effectuée sous la supervision des autorités mexicaines.
En mars 2016, la plupart des grandes sections de l'avion qui ont survécu à l'accident ont été déplacées dans un champ situé à côté de la route fédérale 5 au sud de Mexicali, à 32°30′05″N 115°23′48″W.

## Les résultats
La conclusion de l'essai indique que dans un cas comme celui-ci, les passagers positionnés à l'avant seraient les plus exposés. Les passagers assis plus près des ailes auraient subi des blessures graves et auraient survécu malgré des chevilles cassées. Les mannequins d'essai près de la section de queue étaient en grande partie intacts et s'en seraient probablement sorti sans blessures sérieuses. Cependant, dans d'autres accidents lorsque la queue frappe le sol en premier, l'inverse aurait pu s'appliquer.

## Documentaire
- Le Crash, 2012, réalisé par Richard Max et Ben Lawrie.